# Bulbul de les Andaman
El bulbul de les Andaman (Brachypodius fuscoflavescens) és una espècie d'ocell de la família dels picnonòtids (Pycnonotidae). És endèmic de les illes Andaman, a l'Índia. El seu hàbitat principal són els boscos tropicals i subtropicals de frondoses humits de les terres baixes. El seu estat de conservació es considera de risc mínim.